# Deutsche Behindertensportjugend
Die Deutsche Behindertensportjugend (DBSJ) ist die Jugendorganisation des Deutschen Behindertensportverbandes (DBS).

## Geschichte
Die Entwicklung des Sports für Kinder und Jugendliche mit Behinderung begann zu Anfang der 1980er Jahre und wurde durch die Gründung der DBSJ im Jahr 1985 offiziell.

## Ziele
Die Förderung junger Menschen mit Behinderung ist eine wesentliche Aufgabe, deren besondere Bedeutung durch eine eigene Jugendorganisation innerhalb des DBS zum Ausdruck kommt. Die Deutsche Behindertensportjugend führt und verwaltet sich im Rahmen der Satzung und Ordnung des DBS selbstständig. In einer eigenen Jugendordnung hat die DBSJ ihre Ziele und Grundsätze festgelegt.
Durch die Arbeit der DBSJ sollen möglichst alle Kinder und Jugendliche Zugang zum Sport finden. Denn auch für junge Menschen ist der Sport eine interessante Freizeitgestaltung: Sport bietet Bewegung, Spiel, Spaß, Abenteuer, gemeinsames Erleben und vieles mehr. Sport fördert die Mobilität, trägt zur Selbstständigkeit bei, stärkt das Selbstvertrauen, baut Hemmungen ab und schafft viele Kontakte.
Sie will somit für möglichst alle Kinder und Jugendliche mit Behinderung die Möglichkeit schaffen, Sport zu treiben und so zur Persönlichkeitsbildung beizutragen, soziale und psychophysische Entwicklung zu fördern, das gesellschaftliche Engagement anzuregen und durch Begegnungen und Sportveranstaltungen mit nichtbehinderten Kindern und Jugendlichen zur Integration beizutragen und durch Kontakte mit ausländischen Gruppen die Bereitschaft zur internationalen Verständigung zu wecken und zu pflegen.

## Paralympische Jugendlager
Seit den Paralympischen Spielen 1992 in Barcelona organisiert die Deutsche Behindertensportjugend zu jeden Spielen ein Paralympisches Jugendlager. Dieses Lager hat es sich zum Ziel gemacht, den sportlich leistungsorientierten Jugendlichen durch den Besuch der Wettkämpfe und die persönlichen Treffen mit ihren sportlichen Vorbildern einen Anreiz zu geben, in den nächsten Jahren noch intensiver zu trainieren, um eine aktive Teilnahme an den nächsten Paralympics zu verwirklichen. Den Athleten und Teilnehmern eines solchen Lagers, die mehr Interesse an breitensportlichen Aktivitäten haben oder sich aktiv in der Jugendarbeit in ihrem Verein oder Landesverband engagieren wollen, soll das Erlebnis Paralympics dazu dienen, andere Jugendliche im Sinne des sozialen Talentes anzusprechen und sie in die Vereinsarbeit zu integrieren.
Auf dem Programm der Paralympischen Jugendlager stehen neben täglichen Besuchen verschiedener Wettkämpfe und Treffen mit den deutschen Athleten in den Stadien auch das Kennenlernen des Gastgeberlandes, gemeinsame sportliche und kulturelle Aktivitäten. Durch das steigende öffentliche Interesse an den Paralympischen Spielen rückt auch das Jugendlager immer mehr in den Fokus von Journalisten und Politikern, so dass Besuche von Politikern immer häufiger auf dem Programm stehen.
In Athen 2004 erhielt das 4. Paralympische Jugendlager durch die Teilnahme Österreichs und der Türkei internationalen Charakter. Zu den Paralympischen Winterspielen 2010 fand erstmals ein Jugendlager im Winter statt. Zuletzt fand das Paralympischen Jugendlager statt wie geplant in Tokio aufgrund der Einreisebeschränkungen in Köln statt. Das nächste Jugendlager ist für Paris 2024 geplant.